# 동아시아 문화교류회
동아시아 문화교류회(영어: Society for Cultural Interaction in East Asia)는 동아시아 문화에 대해 종합적으로 파악하고 연구하는 것을 목적으로 하는 단체이다 . 베이징, 상하이, 타이베이, 서울에 관련 기관이 존재하고 중국, 일본, 한국, 대만 , 홍콩 등 동아시의 연구원들이 소속되어있다.

## 같이 보기
- 동아시아 문화권